# Adolf Schaffer
Adolf Schaffer (5. ledna 1840 Bregenz – 24. ledna 1905 Lublaň), byl rakouský politik německé národnosti z Kraňska, v 2. polovině 19. století poslanec Říšské rady.

## Biografie
Jeho otec byl úředníkem v armádě. Adolf se narodil v Bregenzu, ale ve věku devítí let se přestěhoval do Lublaně. Zde vystudoval gymnázium a pak absolvoval práva na Vídeňské univerzitě. Promoval v roce 1863. Po studiích se vrátil do Lublaně. Po několik let působil na právní praxi, pak se stále více věnoval politickým aktivitám. V roce 1871 se stal tajemníkem německého liberálního ústavního spolku. V období let 1871–1883 zasedal v městské radě v Lublani a zaměřoval se především na školské otázky. Slovinské národní hnutí ale postupně získávalo pozice a v roce 1882 Slovinci převládli v městské samosprávě v Lublani. Schaffer tehdy patřil mezi zbylých 13 Němců v zastupitelstvu. Protestoval proti zavádění slovinštiny jako jednacího jazyka radnice. Jeho slovinským protějškem v komunální politice byl Ivan Hribar.
Zasedal i jako poslanec Říšské rady (celostátního parlamentu), kam usedl v prvních přímých volbách do Říšské rady roku 1873 za kurii obchodních a živnostenských komor v Kraňsku, obvod Lublaň. V roce 1873 se uvádí jako Dr. Adolf Schaffer, majitel nemovitostí, bytem Lublaň. V roce 1873 zastupoval v parlamentu blok Ústavní strany (centralisticky a provídeňsky orientované). V jejím rámci patřil k mladoněmeckému křídlu. Zpočátku byl členem poslaneckého Pokrokového klubu, pak společně s dalšími kraňskými Němci odešel do Klubu levice. V roce 1878 byl členem poslaneckého klubu levice. Ve volbách do Říšské rady roku 1879 kvůli špatnému zdravotnímu stavu již nekandidoval.
Od roku 1877 byl též poslancem Kraňského zemského sněmu za kurii obchodních a živnostenských komor. Ve volbách v roce 1883 mandát neobhájil a do zemského sněmu se vrátil až v roce 1889, nyní za kurii velkostatkářskou. Zemským poslancem pak zůstal až do své smrti. Po smrti Josefa Suppana byl předákem kraňských Němců. Zasedal v zemském výboru a byl členem Strany ústavověrného velkostatku.
Zemřel v lednu 1905 po krátké nemoci.